# Ishockey under vinter-OL 2014
Ishockeyturneringen under vinter-OL 2014 begynder den 8. februar. Mændenes turnering bliver afsluttet den 23. og kvindernes den 20. februar.
Canada er regerende olympiske mestre i både herre- og dameklassen.

## Kvalificerede nationer

### Mænd
| Gruppe A  | Gruppe B | Gruppe C |
| Rusland   | Finland  | Tjekkiet |
| Slovakiet | Canada   | Sverige  |
| USA       | Norge    | Schweiz  |
| Slovenien | Østrig   | Letland  |

### Kvinder
| Gruppe A | Gruppe B |
| Canada   | Rusland  |
| Finland  | Sverige  |
| Schweiz  | Tyskland |
| USA      | Japan    |